# NX-beveiliging
NX-beveiliging is een relaisbeveiliging voor het bedienen en beveiligen van spoorwegemplacementen. Het is in Nederland op veel plaatsen in gebruik geweest.
De afkorting NX staat voor eNtrance - eXit, wat letterlijk 'ingang - uitgang' betekent, maar wat in jargon is vertaald met 'begin - eind'. Daarmee wordt gedoeld op het begin en het einde van een deel van het spoorwegemplacement met wissels, bijvoorbeeld waar perron- en opstelsporen samenkomen bij de doorgaande sporen. De beveiliging van een emplacementdeel met een of meer wissels wordt in Noord-Amerika een 'interlocking' genoemd, wat als 'vergrendeling' vertaald zou kunnen worden. Een beveiligd stationsemplacement aan een doorgaande spoorlijn heeft dus minimaal twee interlockings, aan elke zijde een. Met 'entrance' wordt gedoeld op het begin van een interlocking en met 'exit' op het eind van die interlocking, gezien vanuit de rijrichting van de trein.

## Werking
Een spoorwegemplacement dat met NX-beveiliging wordt bediend is schematisch afgebeeld op een groot tableau. Er zitten meerdere treindienstleiders achter het tableau, die elk een deel van het tableau bedienen. Sporen worden met brede witte lijnen aangegeven. De wisselstanden worden met beweegbare onderdelen aangegeven. Treinen worden aangegeven met lampjes in de lijnen die de sporen verbeelden. Voor en na elke interlocking zijn op de schematisch weergegeven sporen twee knoppen aangebracht, namelijk een grote beginknop en een kleinere eindknop. Door op de beginknop op een spoor aan één zijde van de interlocking te drukken en op de eindknop aan de andere, vraagt de treindienstleider een rijweg, een route, aan van de ene naar de andere zijde van de interlocking. De NX-bediening zoekt met behulp van een complexe relaisschakeling een rijweg tussen deze twee punten. Het bedieningstableau en de relaisschakelingen die rijwegen zoeken noemt men de bedieningslaag van de NX-beveiliging. De bedieningslaag heeft geen veiligheidsfunctie. Voor de relaisschakelingen bestaan uit J-relais, die goedkoper zijn dan relais die een veiligheidsfunctie hebben.
Vervolgens controleert de beveiligingslaag, die is opgebouwd uit veiligheidsrelais, B-relais, of de gekozen rijweg niet door treinen is bezet en of er geen conflicterende rijwegen zijn. Vervolgens stuurt de beveiliging de wissels en controleert of de wissels juist liggen. De beveiliging legt de rijweg vast, wat betekent dat de wissels vergrendeld blijven tot de trein gepasseerd is. Ook wordt het onmogelijk gemaakt dat andere treinen de ingestelde rijweg kunnen bereiken, ook door het vergrendelen van wissels en seinen. Als dit allemaal in orde is zal het sein aan het begin van de rijweg toestemming geven om verder te rijden door het tonen van een geel of groen licht. In jargon komt het sein uit de stand stop. De treindienstleider ziet aan de lampjes op het tableau dat de rijweg tot stand is gekomen.
Vanuit één centraal seinhuis met NX kon men een geheel emplacement bedienen. Het was niet meer nodig om afzonderlijke seinhuizen in te richten voor beide zijden van een station, met wellicht nog een extra seinhuis voor rangeersporen.

## Details van de bediening

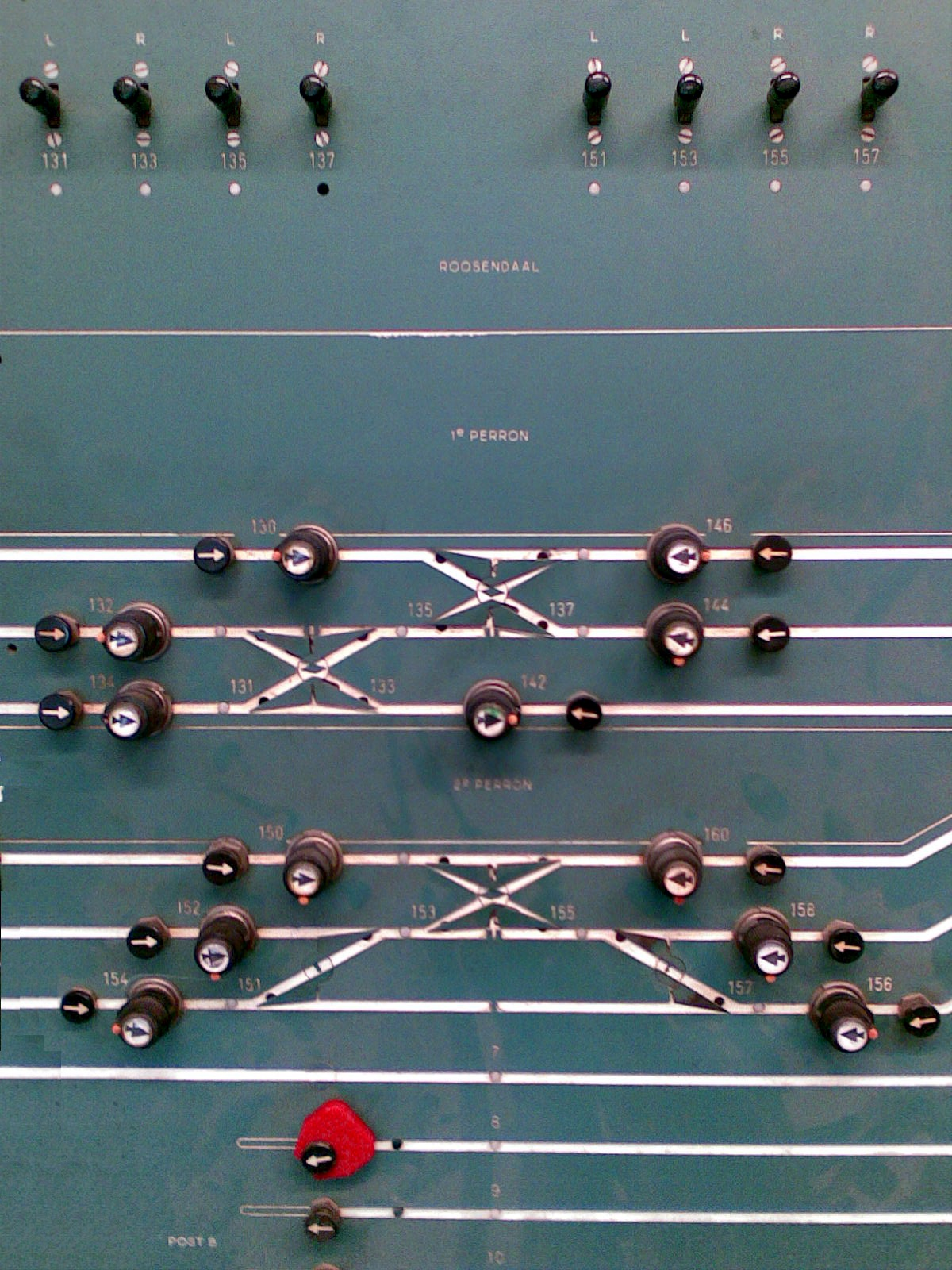
Detail van het NX-tableau van station Roosendaal. Zichtbaar zijn twee interlockings met aan weerszijden begin-en eindknoppen.

Voor het drukken op de begin- en eindknop wordt het type rijweg gekozen:
- Normaal: een rijweg van een beginsein naar een volgend sein, vrije baan of kopspoor. De rijweg komt alleen tot stand als er geen conflicterende rijwegen zijn, en het spoor vrij is van treinen. De rijweg wordt vastgehouden (vergrendeld) totdat een trein is gepasseerd. Het beginsein toont geel of groen.
- Rijden op zicht (ROZ): als normaal, maar het spoor kan bezet zijn door een trein. Dit is nodig als bijvoorbeeld een locomotief voor een trein moet worden gezet. Het beginsein toont knipperend geel.
- Automatisch: als normaal, maar nu blijft de rijweg vergrendeld na het passeren van een trein, en kunnen dus meerdere treinen achter elkaar van dezelfde rijweg gebruikmaken. Na passage van de trein toont het beginsein weer geel (en later groen).
- Herroepen: een al eerder ingestelde rijweg wordt weer vrijgegeven zonder door een trein bereden te zijn, het beginsein valt terug op rood. Dit vrijgeven wordt pas van kracht na een ingestelde tijd, want het kan mogelijk zijn dat er een trein onderweg is die niet meer in staat is voor het rode sein te stoppen.

Wisselsleutel
Op het tableau (zie foto) is aan de bovenkant een rij schakelaars te zien. Dit zijn wisselsleutels. Hiermee kunnen wissels handmatig naar een bepaalde stand gestuurd worden. Als de wisselsleutel in het midden staat bepaalt de NX-logica naar welke stand het wissel wordt gestuurd. Door de wisselsleutel in een bepaalde stand te zetten wordt de NX-logica gedwongen een rijweg via die wisselstand tot stand te brengen.
Verhindering
De rode ring die op de foto van het tableau zichtbaar is, is een verhindering. Als deze om een wisselsleutel is geplaatst, dan mag dat wissel niet worden bediend, omdat er bijvoorbeeld werkzaamheden aan of bij het wissel worden verricht. Op de foto is de verhindering om een eindknop van een kopspoor geplaatst. Er mag nu geen rijweg naar dit spoor worden ingesteld.

## Geschiedenis
Het Amerikaanse bedrijf General Railway Signal Company (GRS) ontwikkelde NX in de jaren 1930. De eerste installaties kwamen in 1937 in dienst op station Brunswick in Liverpool (GB) en Girard Junction (Ohio, VS). 
Het eerste emplacement in Nederland dat van NX werd voorzien was 's-Hertogenbosch. Op 4 september 1950 kwam de NX-installatie in dienst. In de daarop volgende jaren werden alle grote emplacementen van NX voorzien (voor kleine emplacementen waren andere systemen in gebruik).
In 1968 kwam er een verbeterde versie van NX in bedrijf. Voor de treindienstleider veranderde de bedieningswijze; alvorens de beginknop in te drukken moest eerst een keuzeknop ingedrukt worden voor Normaal, Rijden op zicht, Automatisch of Herroepen. Voorheen gebeurde dat door aan de beginknop te draaien of trekken, dit is het geval op het afgebeelde tableau van Roosendaal.
In de jaren 1990 veranderde de bediening nogmaals in het kader van het project VPT. Het tableau met knoppen en lampjes werd vervangen door toetsenborden en monitoren. De bedieningslogica is niet meer uit relaisschakelingen opgebouwd, maar bestaat nu in de vorm van computersoftware. In 2002 werd de laatste verkeersleidingspost met NX-tableau, Hengelo opgeheven. VPT maakt het mogelijk meerdere emplacementen vanuit een VL-post te bedienen, en de bediening te automatiseren met Automatische rijweginstelling (ARI). De beveiligingslaag in de vorm van B-relais blijft echter gehandhaafd.